# Terweł (gmina)
Terweł (bułg. Община Тервел)  − gmina w północno-wschodniej Bułgarii, w obwodzie Dobricz.

## Miejscowości
Miejscowości wchodzące w skład gminy Terweł:
- Angełarij (bułg.: Aнгеларий),
- Balik (bułg.: Балик),
- Bezmer (bułg.: Безмер),
- Bonewo (bułg.: Бонево),
- Bożan (bułg.: Божан),
- Brestnica (bułg.: Брестница),
- Czestimensko (bułg.: Честименско),
- Gławanci (bułg.: Главанци),
- Gradnica (bułg.: Градница),
- Gusłar (bułg.: Гуслар),
- Kableszkowo (bułg.: Каблешково),
- Kładenci (bułg.: Кладенци),
- Koczmar (bułg.: Кочмар),
- Kołarci (bułg.: Коларци),
- Mali izwor (bułg.: Мали извор),
- Nowa Kamena (bułg.: Нова Камена),
- Onogur (bułg.: Оногур),
- Orlak (bułg.: Орляк),
- Połkownik Sawowo (bułg.: Полковник Савово),
- Popgruewo (bułg.: Поп Груево),
- Profesor Złatarski (bułg.: Професор Златарски),
- Syrnec (bułg.: Сърнец),
- Terweł (bułg.: Тервел),
- Wojnikowo (bułg.: Войниково),
- Zyrnewo (bułg.: Зърнево),
- Żegłarci (bułg.: Жегларци),